# Platysaurus broadleyi
La lagartija plana de Augrabies (Platysaurus broadleyi), también conocida comúnmente como lagartija plana de Broadley, es una especie de lagarto de la familia Cordylidae. Es una especie es endémica de Sudáfrica.
Tanto el nombre binomial, broadleyi, como uno de los nombres comunes utilizados, lagartija plana de Broadley, son en honor al herpetólogo Donald G. Broadley.

## Hábitat y distribución
Esta especie se distribuye entre las Cataratas Augrabies y el oasis de Pella, Provincia Cabo del Norte, en Sudáfrica. Esta área incluye la parte baja del río Orange, la Provincia Cabo del Norte y el Distrito de Gordonia, donde habita en hábitats rocosos de sabana.

## Descripción

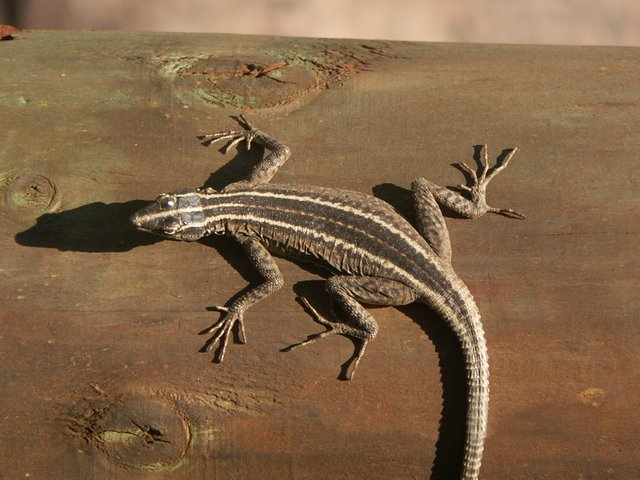
Hembra

Las hembras y juveniles de P. broadleyi tienen un lomo marrón oscuro, con tres rayas gruesas de color crema en la espalda. Estas rayas pueden estar divididas por manchas, o presentar manchas. El vientre es blanco, a veces con una marca negra, y en la parte posterior es de color anaranjado. La cola es de color pajizo. Los machos adultos tienen la cabeza azulada y la espalda verdosa. Una zona oscura en el medio y se pueden apreciar los vestigios de rayas y manchas de los juveniles. Las extremidades delanteras son de color amarillo a naranja, la garganta es azul oscuro, y el vientre es negro en la parte delantera pero se vuelve naranja cerca de la cola. La parte superiode la cola, es de color marrón, mientras que en la parte inferior y a los laterales, son de color naranja. Toda esta coloración, aunque es crucial para atraer a las hembras, también tiene un inconveniente: los depredadores como los cernícalos los detectan fácilmente. Las hembras, por otro lado, tienen una coloración mucho más tenue y son menos propensas a ser cazadas. La especie es muy similar a Platysaurus capensis, en cuanto a la escamación, pero difiere en que tiene una escamación más fina en la parte superior de las extremidades delanteras.

## Comportamiento
Estos reptiles son comunes en paredes de granito del parque nacional de las cataratas Augrabies, donde están expuestos a miles de turistas. En verano, realizan grandes saltos para atrapar moscas negras en los enjambres que se crean cerca de los ríos, pero también comen higos de Namaqua maduros. Estas lagartijas siguen a bandadas de pájaros para encontrar árboles cargados de estos frutos. Uno de los principales depredadores de este lagarto es el cernícalo africano. Las investigaciones indican que cuanto más altos son los niveles de radiación UV en la garganta de un macho, más dominante es y es menos probable que sea desafiado. Se ha descubierto que estos lagartos tienen una sensibilidad visual mucho mayor a la luz UV que otras especies de lagartos, lo que permite a los machos distinguir con precisión entre los coespecíficos de diversa aptitud. Tienen hasta tres veces el número de células fotorreceptoras UV en su retina que otros lagartos.

## Reproducción
La madurez sexual en P. broadleyi se alcanza a una longitud de hocico a ano de unos 64 mm (2,5 pulgadas) en ambos sexos. Las hembras tienen dos puestas a principios de verano. Los machos muestran una preferencia por hembras más grandes, probablemente debido a la correlación positiva entre el tamaño de la hembra y los huevos que produce.